# Throwing Copper
| Críticas profissionais        | Críticas profissionais |
| Avaliações da crítica         | Avaliações da crítica  |
| Fonte                         | Avaliação              |
| ----------------------------- | ---------------------- |
| AllMusic                      | [ 2 ]                  |
| Encyclopedia of Popular Music | [ 3 ]                  |
| Q                             | [ 4 ]                  |
| Rolling Stone                 | [ 5 ]                  |
| The Rolling Stone Album Guide | [ 6 ]                  |
| The Village Voice             | C+                     |

Throwing Copper é o segundo álbum de estúdio de Live, lançado em 1994. Este álbum está na lista dos 200 álbuns definitivos no Rock and Roll Hall of Fame.

## Faixas
Todas as letras escritas por Ed Kowalczyk, todas as músicas compostas por Live.
| N.º | Título                   | Duração |  |
| 1.  | "The Dam at Otter Creek" | 4:43    |  |
| 2.  | "Selling the Drama"      | 3:26    |  |
| 3.  | "I Alone"                | 3:50    |  |
| 4.  | "Iris"                   | 3:59    |  |
| 5.  | "Lightning Crashes"      | 5:25    |  |
| 6.  | "Top"                    | 2:42    |  |
| 7.  | "All Over You"           | 3:59    |  |
| 8.  | "Shit Towne"             | 3:48    |  |
| 9.  | "T.B.D."                 | 4:28    |  |
| 10. | "Stage"                  | 3:08    |  |
| 11. | "Waitress"               | 2:49    |  |
| 12. | "Pillar of Davidson"     | 6:46    |  |
| 13. | "White, Discussion"      | 6:08    |  |
| 14. | "Horse"                  | 4:16    |  |

Obs: A musica "Horse" é uma faixa escondida e não é mencionado na capa do álbum. As faixas "Pillar of Davidson" e "Horse" não foram incluídas na versão em vinil.

## Tabelas Musicais

### Álbum
| Paradas                         | Melhor posição |
| ------------------------------- | -------------- |
| U.S. Billboard 200              | 1              |
| UK Albums Chart                 | 37             |
| Australian Albums Chart         | 1              |
| Austrian Albums Chart           | 11             |
| RPM Canadian Albums Chart       | 1              |
| Dutch Albums Chart              | 5              |
| Belgian (Flanders) Albums Chart | 8              |
| Belgian (Wallonia) Albums Chart | 38             |
| Swedish Albums Chart            | 11             |
| Finnish Albums Chart            | 38             |
| Norwegian Albums Chart          | 24             |
| New Zealand Albums Chart        | 1              |
| German Albums Chart             | 28             |

#### Paradas por década
| Parada (1990–1999) | Posição |
| ------------------ | ------- |
| U.S. Billboard 200 | 60      |

### Singles
| Single              | Melhor posição | Melhor posição | Melhor posição | Melhor posição | Melhor posição | Melhor posição |
| Single              | US             | US (M.R.)      | Australia      | Ned            | UK             | Ger            |
| ------------------- | -------------- | -------------- | -------------- | -------------- | -------------- | -------------- |
| "Selling the Drama" | 43             | 1              | 49             | 15             | 30             | 89             |
| "I Alone"           | —              | 6              | —              | 20             | 48             | —              |
| "Lightning Crashes" | —              | 1              | 13             | —              | 33             | —              |
| "All Over You"      | —              | 4              | —              | —              | 48             | —              |
| "White, Discussion" | —              | 15             | —              | —              | —              | —              |